# ماریویل، کبک
ماریویل (به فرانسوی: Marieville) شهرکی در منطقه شهری روویل ناحیه مونترژی در استان کبک کانادا است. در سرشماری سال ۲۰۱۱ این شهرک ۷٬۳۷۷ نفر جمعیت داشته‌است و مساحت آن ۶۴٫۲۵ کیلومتر مربع است.